# ÖFB-Cup 1961-1962
La ÖFB-Cup 1961-1962 è stata la 28ª edizione della coppa nazionale di calcio austriaca.

## Ottavi di finale
| Squadra 1        | Risultato   | Squadra 2      |
| ---------------- | ----------- | -------------- |
| 24 febbraio 1962 |             |                |
| Admira Vienna    | 0 - 1       | Austria Vienna |
| 25 febbraio 1962 |             |                |
| Wr. Neustädter   | 2 - 4       | Schwechat      |
| Lustenau 07      | 7 - 6 (dts) | Kapfenberger   |
| Grazer AK        | 2 - 0       | Wiener SC      |
| Salzburger AK    | 1 - 0       | Wiener AC      |
| VSE St. Pölten   | 3 - 6       | LASK           |
| WSG Radenthein   | 1 - 3       | Simmering      |
| 11 aprile 1962   |             |                |
| Rapid Vienna     | 2 - 1       | Sturm Graz     |

## Quarti di finale
| Squadra 1      | Risultato | Squadra 2    |
| -------------- | --------- | ------------ |
| 22 aprile 1962 |           |              |
| Lustenau 07    | 0 - 8     | Schwechat    |
| 25 aprile 1962 |           |              |
| Austria Vienna | 4 - 1     | Simmering    |
| Grazer AK      | 3 - 1     | Rapid Vienna |
| Salzburger AK  | 1 - 3     | LASK         |

## Semifinale
| Squadra 1      | Risultato | Squadra 2 |
| -------------- | --------- | --------- |
| 15 maggio 1962 |           |           |
| Austria Vienna | 5 - 1     | Schwechat |
| LASK           | 1 - 2     | Grazer AK |

## Finale
| Squadra 1      | Risultato | Squadra 2 |
| -------------- | --------- | --------- |
| 30 maggio 1962 |           |           |
| Austria Vienna | 4 - 1     | Grazer AK |